# Мордвинцево (Нижегородская область)
Мордви́нцево — деревня в составе городского округа г. Нижнего Новгорода. 
Административно относится к Приокскому району города Нижнего Новгорода и тянется вдоль улицы Ларина, гранича с другой деревней — Ближнеконстантиново.

## История
Есть на территории района небольшая деревенька, уникальность которой на наш взгляд состоит в том, что она является наиболее древней из населённых пунктов нашей местности. Это Мордвинцево. Название, по всей видимости, возникло в XIV веке, одновременно с названием Ближнее Константиново. Вероятно, Мордвинцево существовало ещё раньше, возможно, под другим названием.
— 

## Население
| 2002 | 2010 |
| ---- | ---- |
| 260  | ↗277 |